# Марко Денда
Марко Денда (Врбас, 2. децембар 1946 — Игало, 1994.) био је српски сликар наивне уметности који је сликао углавном портрете и пејзаже.  

## Биографија
Марко Денда је завршио Техничко-прехрамбену школу у Врбасу. Почео је да слика 1966. Од 1968. живео је у Херцег Новом, где је радио као месарски радник у Игалу.
Сликао је у разним техникама и материјалима: уље на платну, стакло, кесе за кафу, дрвене даске, бакар... Био је експресионистички сликар модерне наивне уметности. У својим фигуралним композицијама акценат је стављао на човека, посматрано са благим хумором и иронијом у контексту различитих свакодневних животних ситуација; у сеоском окружењу уморни од тешког живота; у приморској клими наизглед ослобођеној егзистенцијалних брига (Аутопортрет, Господари камена, Пензионери, Рибари, Игало, Месара, 1976).

## Изложбе

### Изложбе црногорских уметника:
- Херцегновски зимски салон (1975);
- „Умјетност на тлу Црне Горе од праисторије до данас“, Москва (1981);
- „Аутопортрет у црногорској умјетности“, Подгорица (1999).

### Самосталне изложбе:
- Светозарево,
- Котор,
- Подгорица,
- Беране,
- Пљевља,
- Даниловград,
- Београд,
- Лазаревац,
- Нови Пазар,
- Улцињ,
- Берген,
- Зандам,
- Хорн,
- Сплит,
- Шибеник,
- Задар,
- Книн.

### Постхумне изложбе:
- Галерија „Јосип Бепо Бенковић“ у Херцег Новом (2015).